# Gaj (Przysucha)
Pour les articles homonymes, voir Gaj.
Gaj (prononciation : [ɡai̯]) est un village polonais de la gmina de Przysucha dans le powiat de Przysucha de la voïvodie de Mazovie dans le centre-est de la Pologne.
Il se situe à environ 6 kilomètres au nord de Przysucha (siège du powiat et de la gmina) et à 93 kilomètres au sud de Varsovie (capitale de la Pologne).

## Histoire
De 1975 à 1998, le village appartenait administrativement à la voïvodie de Radom.